# Melbourne Grand Prix Circuit
Koordinati:   37°50′59″S, 144°58′6″E
Melbourne Grand Prix Circuit ali Albert Park Circuit je ulično dirkališče v avstralskem mestu Melbourne. Najbolj znano je po dirki Formule 1 za Veliko nagrado Avstralije, ki jo gosti od sezone 1996.
Gre za začasno dirkališče, ki je v vsakem letu znova urejano na javnih ulicah v Albert Parku, ki leži približno tri kilometre južno od središča Melbourna. Proga poteka okoli jezera Albert Park Lake, ki je bilo urejeno znotraj nekdanje delte reke Yarra.
Dirkališče v Melbournu je svojo prvo dirko Formule 1 za Veliko nagrado Avstralije gostilo 10. marca 1996. Na ulicah, ki so bile namenjene za potek proge, je bila pred prvo dirko položena popolnoma nova asfaltna površina, zaradi česar je proga na tem dirkališču bolj gladka in ravna v primerjavi z večino uličnih dirkališč. Do leta 2007 je bilo to dirkališče eno redkih v Formuli 1, ki ležijo v neposredni bližini vodnega telesa. Kasneje je bilo urejenih nekaj novih dirkališč podobne lege, ki so gostila dirke Formule 1, npr. v Singapurju, Valenciji in Abu Dabiju.
Dirkališče v Melbournu se s svojimi značilnostmi v marsičem razlikuje od večine uličnih dirkališč ter je bolj podobno stalnim dirkališčem, le da je začasno urejano na ulicah, ki so uporabljane v vsakdanu. Proga je kombinacija sektorjev, ki omogočajo vožnjo s srednjo ali visoko hitrostjo, pri čemer je povprečna hitrost razmeroma visoka. Oddaljenost med posameznima ovinkoma je primerljiva ter si dirkači lahko vtisnejo progo v spomin in dosegajo dobre čase. Proga vsebuje tudi več ravnin za hitro vožnjo in leži na ravnem terenu. Potek in lega proge pomenita, da so za ogled dirke najboljši položaji na eni izmed tribun, ki jih v tednih pred dirkaškim vikendom začasno postavijo na različnih mestih v Albert Parku. Proga je primerljiva s stalnimi dirkališči tudi zaradi številnih travnatih površin ob njenem poteku in gramoznih izletnih con, ki so vedno znova urejane v tednih pred dirkaškim vikendom.
Poleg dirke Formule 1 gosti tudi dirke športnih avtomobilov ter Formule 2 in Formule 3.

## Zmagovalci
| Sezona | Zmagovalec           | Moštvo                     | Poročilo |
| ------ | -------------------- | -------------------------- | -------- |
| 2025   | Lando Norris         | McLaren-Mercedes           | Poročilo |
| 2024   | Carlos Sainz Jr.     | Ferrari                    | Poročilo |
| 2023   | Max Verstappen       | Red Bull Racing-Honda RBPT | Poročilo |
| 2022   | Charles Leclerc      | Ferrari                    | Poročilo |
| 2019   | Valtteri Bottas      | Mercedes                   | Poročilo |
| 2018   | Sebastian Vettel     | Ferrari                    | Poročilo |
| 2017   | Sebastian Vettel     | Ferrari                    | Poročilo |
| 2016   | Nico Rosberg         | Mercedes                   | Poročilo |
| 2015   | Lewis Hamilton       | Mercedes                   | Poročilo |
| 2014   | Nico Rosberg         | Mercedes                   | Poročilo |
| 2013   | Kimi Räikkönen       | Lotus                      | Poročilo |
| 2012   | Jenson Button        | McLaren-Mercedes           | Poročilo |
| 2011   | Sebastian Vettel     | Red Bull-Renault           | Poročilo |
| 2010   | Jenson Button        | McLaren-Mercedes           | Poročilo |
| 2009   | Jenson Button        | Brawn-Mercedes             | Poročilo |
| 2008   | Lewis Hamilton       | McLaren-Mercedes           | Poročilo |
| 2007   | Kimi Räikkönen       | Ferrari                    | Poročilo |
| 2006   | Fernando Alonso      | Renault                    | Poročilo |
| 2005   | Giancarlo Fisichella | Renault                    | Poročilo |
| 2004   | Michael Schumacher   | Ferrari                    | Poročilo |
| 2003   | David Coulthard      | McLaren-Mercedes           | Poročilo |
| 2002   | Michael Schumacher   | Ferrari                    | Poročilo |
| 2001   | Michael Schumacher   | Ferrari                    | Poročilo |
| 2000   | Michael Schumacher   | Ferrari                    | Poročilo |
| 1999   | Eddie Irvine         | Ferrari                    | Poročilo |
| 1998   | Mika Häkkinen        | McLaren-Mercedes           | Poročilo |
| 1997   | David Coulthard      | McLaren-Mercedes           | Poročilo |
| 1996   | Damon Hill           | Williams-Renault           | Poročilo |